# Heavy metal
Heavy metal (ili klasični metal) je podvrsta rocka. Razvio se kasnih šezdesetih i početkom sedamdesetih, najviše u Velikoj Britaniji i SAD-u. Obilježavaju ga distorzirani zvuk, duge gitarske solo dionice, i načelno energična,  intenzivna izvedba. Većma opisuje i propituje nevoljna i čemerna stanja duha i svijeta, prema gledištu stvaratelja.
Kao suvremeni naziv za ovu glazbenu podvrstu koristi se i naziv "metal", koji obuhvaća i sve podvrste heavy metala, u međuvremenu nastale.

## Ime
Izraz  heavy metal izmislio je američki književnik William Burroughs.  Jednom liku u svojem romanu Nova Express iz 1964. dao je ime „Uranium Willy the heavy metal kid“. 
Glazbeni kritičar Lester Bangs kasnije je taj izraz upotrijebio u glazbenom kontekstu. 
Prije toga izraz heavy metal je u 19. stoljeću bio ratni termin kojim se označavala vatrena moć. 
U kemiji je ovaj naziv označavao novootkrivene elemente visoke molekularne gustoće. 
U hipijevskom žargonu ovaj izraz je označavao bilo što obilježeno moćnim ugođajem.
U glazbi ga prvi put uvodi kanadski rock sastav Steppenwolf u himničnoj skladbi Born to be wild, 1968. u stihu:
"I like smoke and lightning
Heavy metal thunder
Racin' with the wind
And the feelin' that I'm under"
U ovoj skladbi izraz heavy metal označava „grmljavinu motocikala“ odnosno opći dojam kojeg oni stvaraju prilikom vožnje. 
Mnogi rock kritičari prvom skladbom heavy metala smatraju skladbu "You Really Got Me" engleskog sastava The Kinks, zbog distorziranog zvuka gitare. Neki pak smatraju skladbu "My Generation" sastava The Who prvom skladbom ovog glazbenog žanra. Ove pjesme također se mogu svrstati i u hard rock.

## Povijest
Utjecajni američki kritičar Lester Bangs, sedamdesetih godina promovira heavy metal kao objedinjavajući nazivnik za novu glazbenu vrstu. Bangs precizno rekonstruira spajanje blues rocka i psihodeličnog rocka u metal. Začetnici heavy metala, kako tvrdi Bangs bile su britanske grupe The Who, Cream, Led Zeppelin, te Black Sabbath, Deep Purple, i gitaristi Tony Iommi, Eric Clapton, Jimmy Page i Jeff Beck. Značajne naznake stila bile su prisutne i kod gitarskih distorzija na koncertima Yardbirdsa, za koje su uglavnom i zaslužna tri posljednja navedena gitarista.
S američke strane Hendrixov inovativni pristup bluesu i preteče metala sastavi kao što su Blue Cheer, Iron Butterfly, Grand Funk Railroad i ostali, stvorili su podlogu na kojoj je izrasla jedna od najdugovječnijih žanrovskih vrsta rocka. Metal je početkom sedamdestih prihvatila tinejdžerska i adolescentska publika podignuvši na pijedestal gitarista virtuoza: trajnu konstantu žanra. Publika je u metalu prepoznala "izvorni rock žanr" suprotstavljajući ga banalnosti pop glazbe. Značajan utjecaj na jasnije oblikovanje heavy metala kao samosvojnog žanra imao je sastav Judas Priest, koji je uvođenjem dviju gitara i vrištećim vokalom snažno nadahnuo mnoge britanske metal sastave u drugoj polovici sedamdestih i osamdesetih, čija je pojava nazvana New Wave of British Heavy Metal. Nastao je i kao odgovor na stadionsku pirotehniku i instrumentalnu virtuoznost koja je sama sebi postala svrhom. Iznjedrio je velike sastave: Iron Maiden izričit predstavnik heavy metala,  Saxon, Diamond Head, Def Leppard, Tygers of Pan Tang, Blitzkrieg i druge.
NWOBHM bitno je utjecao na američku scenu pojavom sastava kao što su Metallica, Megadeth, Anthrax,  Slayer. Ovi sastavi također su osnivači thrash metala koji se kasnije razvio u black metal, i death metal. 
Istovremeno u SAD-u nastala je scena glam metala, kao spoj glam rocka i metala koju predstavljaju sastavi, Quiet Riot, Mötley Crüe, Ratt, Twisted Sister, Stryper te W.A.S.P.
Sredinom sedamdestih Ritchie Blackmore je osnovao sastav Rainbow u kojem je zajedno s pjevačem i tekstopiscem Ronnie James Diom pisao aranžmane i glazbu.
Engleski sastav Motorhead nastao u isto vrijeme, svojom neuglađenom izvedbom rocka, utjecao je i na metal i na punk. Utjecaj heavy metala primjetan je i u hardcore punku osamdesetih.
Iz heavy metala i dalje nastaju druge brojne podvrste, a i sam se nastavio preobražavati, s obzirom na to da ga mnogi glazbenici uklapaju u druge stilove alternativne i popularne glazbe.

## Ljubitelji
Na stil odijevanja metal publike, uvelike je utjecao Rob Halford, pjevač Judas Priesta, oblačeći crne kožne jakne sa zakovicama i lancima. Metalac je hrvatski naziv za obožavatelja metala. Engleski naziv je metalhead ili headbanger. Headbanger je izvorno pogrdni naziv, no kasnije opće prihvaćen naziv. Naziv je nastao zbog karakterističnog mahanja glavom i kosom što je poznato na metal koncertima. Muški metalci najčešće su prepoznatiljivi po dugoj kosi, te se smatra njihovim "zaštitnim znakom".

## Najznačajniji albumi
- Black Sabbath- Black Sabbath(1970.)
- Black Sabbath- Paranoid(1970.)
- Iron Maiden- The Number of the Beast(1982.)
- Iron Maiden- Piece of Mind(1983.)
- Iron Maiden- Powerslave(1984.)
- Metallica- Kill 'Em All(1983.)
- Metallica- Ride the Lightning(1984.)
- Metallica- Master of Puppets(1986.)
- Megadeth- Peace Sells... but Who's Buying?(1986.)
- Megadeth- Rust in Peace(1990.)
- Slayer- Reign in Blood(1986.)
- Anthrax- Among the Living(1987.)
- Judas Priest- British Steel(1980.)
- Judas Priest- Screaming for Vengeance(1982.)
- Pantera- Cowboys from Hell(1990.)
- Pantera- Vulgar Display of Power(1992.)
- Pantera- Far Beyond Driven(1994.)
- Sepultura- Chaos A.D.(1993.)
- Sepultura- Roots(1996.)
- Saxon- Wheels of Steel(1980.)